# Colony (Alabama)
Colony és una població dels Estats Units a l'estat d'Alabama. Segons el cens del 2000 tenia 385 habitants.

## Demografia
Segons el cens del 2000, Colony tenia 385 habitants, 130 habitatges, i 99 famílies. La densitat de població era de 66,4 habitants/km².
Dels 130 habitatges en un 27,7% hi vivien nens de menys de 18 anys, en un 46,9% hi vivien parelles casades, en un 23,1% dones solteres, i en un 23,8% no eren unitats familiars. En el 20,8% dels habitatges hi vivien persones soles el 6,2% de les quals corresponia a persones de 65 anys o més que vivien soles. El nombre mitjà de persones vivint en cada habitatge era de 2,92 i el nombre mitjà de persones que vivien en cada família era de 3,41.
Per edats la població es repartia de la següent manera: un 26% tenia menys de 18 anys, un 10,6% entre 18 i 24, un 27,3% entre 25 i 44, un 24,7% de 45 a 60 i un 11,4% 65 anys o més.
L'edat mediana era de 35 anys. Per cada 100 dones hi havia 103,7 homes. Per cada 100 dones de 18 o més anys hi havia 100,7 homes.
La renda mediana per habitatge era de 32.708 $ i la renda mediana per família de 35.417 $. Els homes tenien una renda mediana de 24.821 $ mentre que les dones 19.125 $. La renda per capita de la població era de 12.415 $. Aproximadament el 12% de les famílies i el 12,7% de la població estaven per davall del llindar de pobresa.

## Poblacions properes
El següent diagrama mostra les poblacions més properes.